# Angelo Amato
Angelo Amato S.D.B. (Molfetta, 1938. június 8. – Róma, 2024. december 31.) olasz bíboros, érsek, 2008-tól 2018-ig a Szenttéavatási Ügyek Kongregációja prefektusa.

## Pályafutása
Mielőtt a szalézi rend noviciátusába lépett, a cataniai szalézi líceumba járt, majd filozófiát és teológiát tanult Rómában. 1967. december 22-én szentelték pappá.
Tanulmányait a Pápai Szalézi Egyetemen, 1968-ban, majd a Gregoriana Pápai Egyetemen végezte. A krisztológia szakterületére szakosodott. 1972-ben tanársegédként kezdett tanítani a szalézi egyetemen. 1974-ben szerzett doktori fokozatot, disszertációja címe A Tridenti zsinat nyilatkozatai a szentségi gyónás szükségességéről, a XIV. ülés 6-9. kánonjai; elővezetője Alszeghy Zoltán (1912–1991) jezsuita teológus volt. 1978–1979-ben a Konstantinápolyi ökumenikus patriarchátus ösztöndíjasa volt Szalonikiben (Görögország), a Moní Vlatádon ortodox kolostorban, a patriarchális tanulmányok híres intézetében, az egyházatyáknál. Ugyanakkor a Tesszaloniki Arisztotelész Egyetemet is látogatta. 1988-ban egy szombatos évet töltött Washingtonban, az Amerikai Egyesült Államokban, ahol teológiát, vallást tanult.
A dogmatikus teológia professzora volt a Pápai Szalézi Egyetemen tizenkét évig 1981–1987, majd 1993–1997 között a teológia kar dékánjaként. Az egyetem helyettes rektora (1991), majd alkancellárja volt (1997–2000).
A Hittani Kongregáció, a Keresztény Egység Előmozdításának Pápai Tanácsa, a Püspöki Kongregációja, valamint a Pápai Nemzetközi Mária Akadémia tagja.

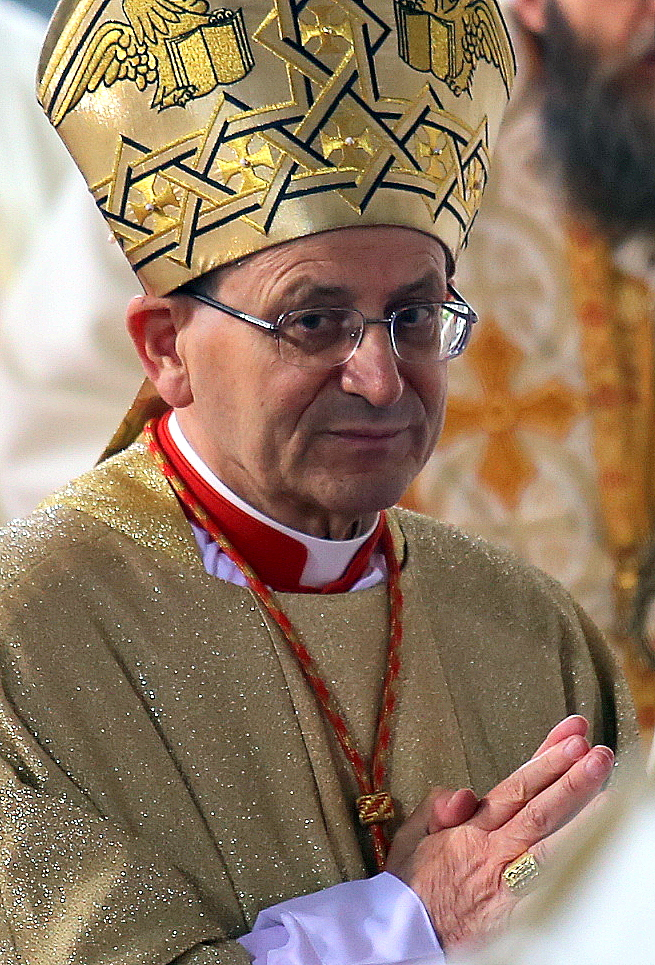
Budapesten

### Püspöki pályafutása
2002. december 19-én silai címzetes püspökkké és a Hittani Kongregáció titkárává nevezték ki; ebben a minőségében Joseph Ratzinger (a későbbi XVI. Benedek pápa), majd William Joseph Levada bíboros oldalán szolgált. 2003. január 6-án II. János Pál pápa Leonardo Sandri és Antonio Maria Vegliò érsekek segédletével szentelte püspökké.
2008. július 9-én XVI. Benedek a Szentek Ügyeinek Kongregációja prefektusává nevezte ki.
2010-től 2014-ig tagja volt a Hittani Kongregáció medjugorjei nemzetközi tényfeltáró Bizottságának.
A Dominus Iesus nyilatkozat egyik fő kibocsátója.
XVI. Benedek pápa kreálta diakónus bíborossá a 2010. november 20-i konzisztóriumon; címtemploma a Santa Maria in Aquiro.

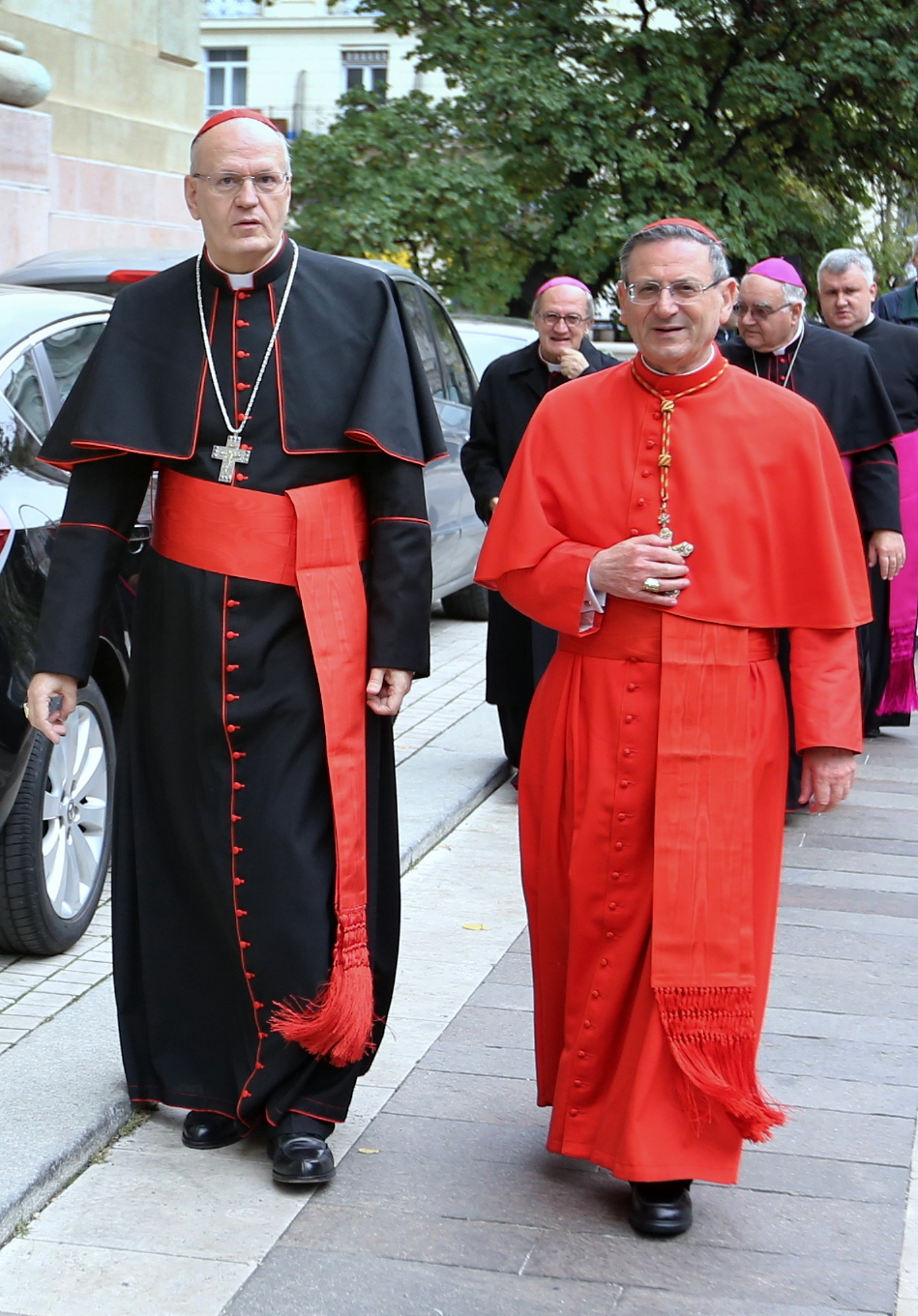
Erdő Péter társaságában Budapesten, 2013. október 19-én

Többször járt Magyarországon; legutóbb 2018. május elsején, Brenner János magyar vértanú boldoggá avatási szertartásán, Szombathelyen olvasta fel Ferenc pápa üzenetét.
A 2021. május 3-i konzisztóriumon tartott szavazással a diakónus bíborosi rendből átlépett a presbiter bíborosi rendbe.

## Művei
- Jézus az Úr, EDB, Bologna, 1999

## Kitüntetései
- Chimbote (Peru) város medálja, 2015[7]

## Fordítás
Ez a szócikk részben vagy egészben  az   Angelo Amato című olasz Wikipédia-szócikk ezen változatának fordításán alapul.  Az eredeti cikk szerkesztőit annak laptörténete sorolja fel. Ez a jelzés csupán a megfogalmazás eredetét és a szerzői jogokat jelzi, nem szolgál a cikkben szereplő információk forrásmegjelöléseként.